# Lutas nos Jogos Pan-Americanos de 1967
As competições de luta olímpica nos Jogos Pan-Americanos de 1967 foram realizadas em Winnipeg, no Canadá. Foram disputados apenas eventos de luta livre.

## Medalhistas
Luta livre masculina
| Evento                 | Ouro                               | Prata                           | Bronze                         |
| ---------------------- | ---------------------------------- | ------------------------------- | ------------------------------ |
| Até 52 kg detalhes     | Richard Sofman USA Estados Unidos  | Wanelge Castillo PAN Panamá     | Florentino Martínez MEX México |
| Até 57 kg detalhes     | Richard Sanders USA Estados Unidos | Moisés López MEX México         | José Ramos CUB Cuba            |
| Até 63 kg detalhes     | Michael Young USA Estados Unidos   | Roberto Vallejo MEX México      | Francisco Ramos CUB Cuba       |
| Até 70 kg detalhes     | Gerald Bell USA Estados Unidos     | Ray Lougheed CAN Canadá         | Severino Aguilar PAN Panamá    |
| Até 78 kg detalhes     | Patrick Kelly USA Estados Unidos   | Alejandro Guevara VEN Venezuela | Nick Schori CAN Canadá         |
| Até 87 kg detalhes     | Wayne Baughman USA Estados Unidos  | Julio Graffigna ARG Argentina   | Castor Gómez CUB Cuba          |
| Até 97 kg detalhes     | Harry Houska USA Estados Unidos    | Juan Caballero CUB Cuba         | Víctor Vernik ARG Argentina    |
| Mais de 97 kg detalhes | Larry Kristoff USA Estados Unidos  | Robert Chamberot CAN Canadá     | Javier Campos CUB Cuba         |

## Quadro de medalhas
| Ordem | País               | Medalha de ouro | Medalha de prata | Medalha de bronze |    |
| ----- | ------------------ | --------------- | ---------------- | ----------------- | -- |
| 1     | USA Estados Unidos | 8               |                  |                   | 8  |
| 2     | CAN Canadá         |                 | 2                | 1                 | 3  |
|       | MEX México         |                 | 2                | 1                 | 3  |
| 4     | CUB Cuba           |                 | 1                | 4                 | 5  |
| 5     | ARG Argentina      |                 | 1                | 1                 | 2  |
|       | PAN Panamá         |                 | 1                | 1                 | 2  |
| 7     | VEN Venezuela      |                 | 1                |                   | 1  |
| TOTAL | TOTAL              | 8               | 8                | 8                 | 24 |

## Ligação externa
- Jogos Pan-Americanos de 1967